# Nagroda Mediów Publicznych
Nagroda Mediów Publicznych – nagrody, w zamiarze mające być przyznawane corocznie od 2008 przez Telewizję Polską S.A. i Polskie Radio SA w dziedzinie:
- literatury pięknej Cogito
- współczesnej muzyki poważnej Opus.

Nagrody Mediów Publicznych to kolejna inicjatywa podjęta w ramach misji Telewizji Polskiej i Polskiego Radia na polu kultury. Szczególną rolę w pracach nad jej kształtem odegrały Stowarzyszenie Pisarzy Polskich, Polski PEN Club i Związek Kompozytorów Polskich, we współpracy z którymi Nagrody zostały powołane, i których członkowie zasiadają w jury.
Nagrody:
- Cogito – autorowi najlepszej książki z dziedziny literatury o szczególnych walorach artystycznych, napisanej i wydanej w języku polskim, której pierwsze wydanie nastąpiło w roku poprzedzającym przyznanie nagrody.
- Opus – kompozytorowi polskiemu za utwór muzyczny, którego pierwsze wykonanie i upowszechnienie nastąpiły w roku poprzedzającym przyznanie nagrody.

## 2008: laureaci i jury
- Paweł Mykietyn – laureat nagrody Opus 2008 za utwór II Symfonia – wartość nagrody 200 tys. zł. W 2008 jury nagrody Opus przewodniczył prof. Włodzimierz Kotoński. Pozostali członkowie jury nagrody w dziedzinie współczesnej muzyki poważnej to: Paweł Szymański (wiceprzewodniczący), Andrzej Chłopecki, Krzysztof Droba, Marek Moś, Olgierd Pisarenko i Krzysztof Szwajgier.
Wręczenie Nagrody odbyło się 27 czerwca 2008 w Studiu Koncertowym Polskiego Radia im. Witolda Lutosławskiego podczas koncertu galowego, na którym Polska Orkiestra Radiowa pod dyrekcją Łukasza Borowicza wykonała nagrodzony utwór. Gala była transmitowana przez TVP1, TVP Kultura i w Pierwszym Programie Polskiego Radia.
- Małgorzata Szejnert – laureatka nagrody Cogito 2008 za książkę Czarny ogród wydawnictwa Znak – wartość nagrody 200 tys. zł. Jury nagrody Cogito przewodniczyła w 2008 Julia Hartwig. Pozostali członkowie jury nagrody w dziedzinie literatury pięknej, to: Adam Pomorski (wiceprzewodniczący), Jerzy Jarzębski, Janusz Krasiński, Iwona Smolka i Piotr Wojciechowski.  Wręczenie statuetki i czeku odbyło się 22 września 2008 podczas uroczystej gali w Teatrze Narodowym w Warszawie.

## 2009: zawieszenie przyznawania nagród
W 2009 z uwagi na trudną sytuację finansową mediów publicznych jury Nagród Mediów Publicznych Opus i Cogito podjęły decyzję o nierozstrzygnięciu obu konkursów.

## 2019: reaktywacja przyznawania nagród
W 2019 z inicjatywy Krzysztofa Czabańskiego przywrócono ideę przyznawania nagród w kategoriach: obraz, muzyka i słowo.

## 2019: laureaci[4]

### Kategorie główne
- Obraz: Wawrzyniec Kostrzewski
- Muzyka: Jan Ptaszyn Wróblewski
- Słowo: Jarosław Marek Rymkiewicz

### Nagroda Specjalna
- Andrzej Dobosz
- Krzysztof Talczewski

## 2020: laureaci[5]

### Kategorie główne
- Obraz: Mirosław Bork
- Muzyka: Piotr Beczała
- Słowo: Andrzej Nowak

### Nagroda Specjalna
- Jarosław Olechowski

## 2021: laureaci[6]
W 2021 wprowadzono nową kategorię główną „Idea”, której nagroda przyznawana jest przez rozgłośnie regionalne Polskiego Radia.

### Kategorie główne
- Obraz: Elżbieta Jaworowicz
- Muzyka: Józef Skrzek
- Słowo: Joanna Siedlecka
- Idea: Piotr Semka

### Nagroda Specjalna
- Cezary Bielakowski
- Elżbieta Berus-Tomaszewska
- Małgorzata Małaszko
- Kalina Cyz
- Ewa Stankiewicz
- Michał Bandurski
- Krystian Kuczkowski
- Piotr Śliskowski

## 2022: laureaci[7]
- Obraz: Maria Dłużewska
- Muzyka: Łukasz Borowicz
- Słowo: Andrzej Zybertowicz
- Idea: Leszek Długosz

## 2023: laureaci[8]
- Obraz: Filip Zylber i Piotr Śliskowski
- Muzyka: prof. Maria Pomianowska
- Słowo: Krzysztof Masłoń
- Idea: Jarosław Jakubowski

## 2024: ponowne zawieszenie przyznawania nagród
W 2024 roku nagrody nie zostały przyznane z powodu tego że (cytując likwidatora PAP Marka Błońskiego) „nagrody i media publiczne nie realizowały prawidłowo celów i zadań wynikających z ich publicznej misji”.